# Typ KK 250 R
Der Typ KK 250 R ist eine Kühlschiffsserie der norwegischen Kleven-Werft.

## Geschichte
Vom Typ KK 250 R wurden zwölf Kühlschiffe von der Kleven-Werft gebaut und von 1989 bis 1992 abgeliefert. Elf Schiffe wurden für die finnische Reederei Gustaf Erikson gebaut, ein weiteres Schiff entstand für die dänische Reederei Lauritzen Reefers. Ein Teil der für Gustaf Erikson gebauten Schiffe wurde in den ersten Jahren von Lauritzen Reefers, weitere Schiffe wurden von Wisida Reefers beschäftigt. Die Schiffe wurden später verkauft und werden heute von verschiedenen Reedereien betrieben. Ein Großteil der Schiffe ging an die Reederei Green Reefers.

## Beschreibung
Diese Schiffe mit einer Länge von 109 m, Breite von 18 m und Seitenhöhe von 9,8 m sind mit 5.084 BRZ vermessen, haben eine Tragfähigkeit von 6.120 tdw und eine Kapazität von 7.676 m³.
An Deck befinden sich vier Deckskräne vom Typ BW6/19 Liebherr mit einer Tragkraft von 6 t bei einer Auslage von 19 m.
Die Schiffe sind für eine Besatzung von zwölf Personen eingerichtet.

### Antriebsanlage und Stromversorgung
Die Schiffe sind für weltweite Fahrt ausgestattet und werden von einem Wärtsila-Dieselmotor mit 5.500 PS (4 MW) bei 700/min angetrieben. Über eine hochflexible Rato-Kupplung wird die Nenndrehzahl des Motors in einem Getriebe auf die Drehzahl von 103/min für den Verstellpropeller mit 4000 mm Durchmesser und vier Flügeln untersetzt. Die Schiffe erreichen eine Nenngeschwindigkeit von 16 kn. Als Ruderanlage wurde eine elektrohydraulischen Drehflügelrdermaschine vorgesehen. Außerdem ist ein Bugstrahlruder mit 400 kW Nennleistung installiert. Zur Stromversorgung dienen zwei Dieselgeneratoren mit 380 kW sowie ein Dieselgenerator mit 470 kW Leistung, der Dieselmotor für den Notgenerator hat eine Nennleistung von 60 kW. Außerdem wird über das Getriebe ein Wellengenerator mit der Nennleistung von 890 kW angetrieben.

### Ladungskühlanlage
Die Kälteanlage ist ausgelegt für 7.525 m³ und kann in den 16 Kühlräumen mit insgesamt 8 Temperaturzonen den Temperaturbereich von −25 °C bis +12 °C fahren. Die extrem niedrige Temperatur wird mit 45 Luftwechseln pro Stunde ohne Frischluftzusatz gefahren, wenn Fisch geladen ist. Die hohe Temperatur wird bei der Bananenfahrt eingestellt, jetzt allerdings bei 90 Luftwechseln pro Stunde. Die Umluft tritt unter den Grätingen ein und durchströmt die Ladung vertikal von unten nach oben und wird dort von den Umwälzlüftern wieder angesaugt. Außerdem verlangen die Fruchtkonzerne bei der Bananenfahrt unter atmosphärischen Bedingungen mindestens zwei Frischluftwechsel pro Stunde, um das Ethylen und Kohlendioxid auszuspülen. Diese Schiffe sind sogar für drei Frischluftwechsel pro Stunde eingerichtet.

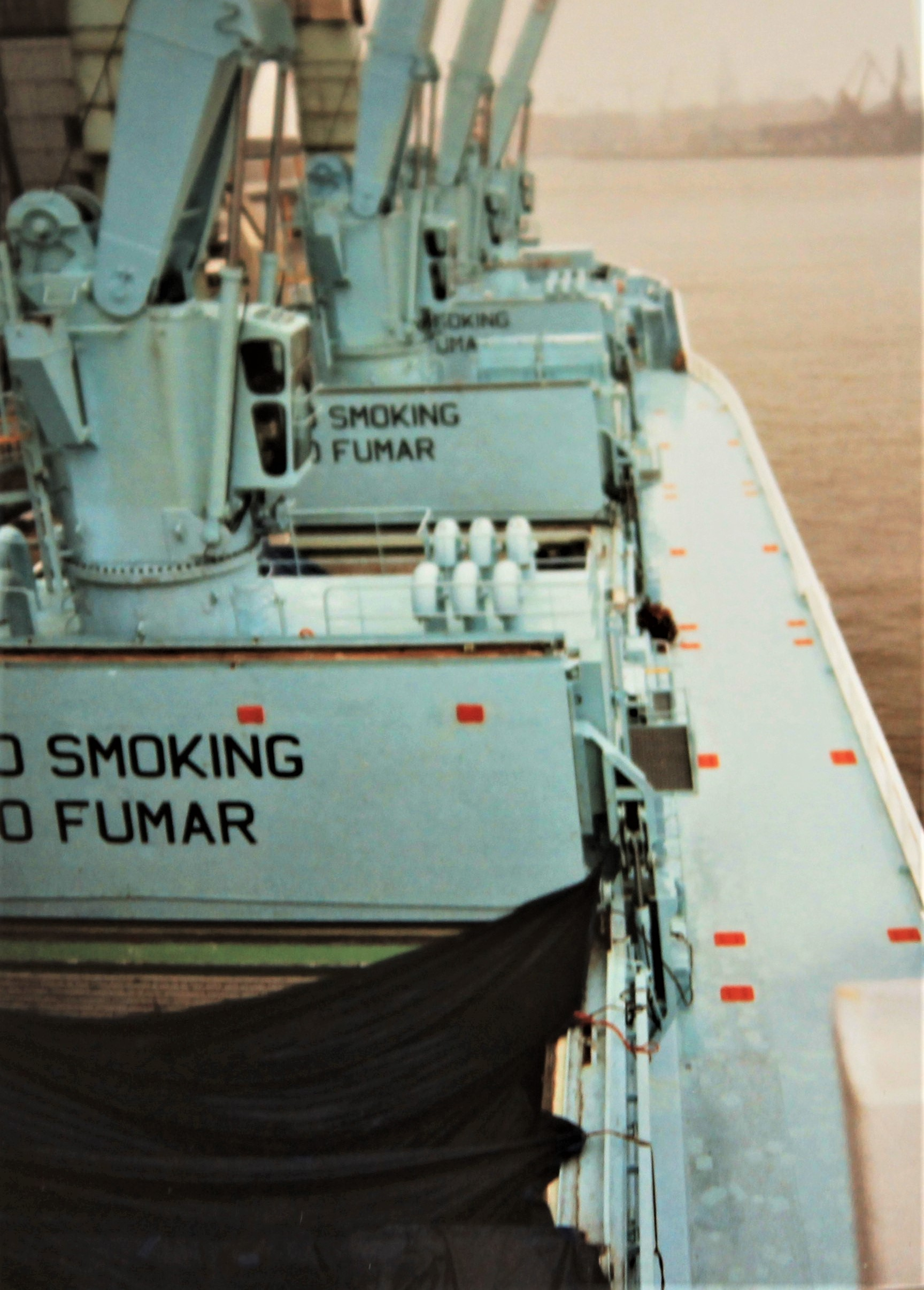
Deck mit Platz für Container
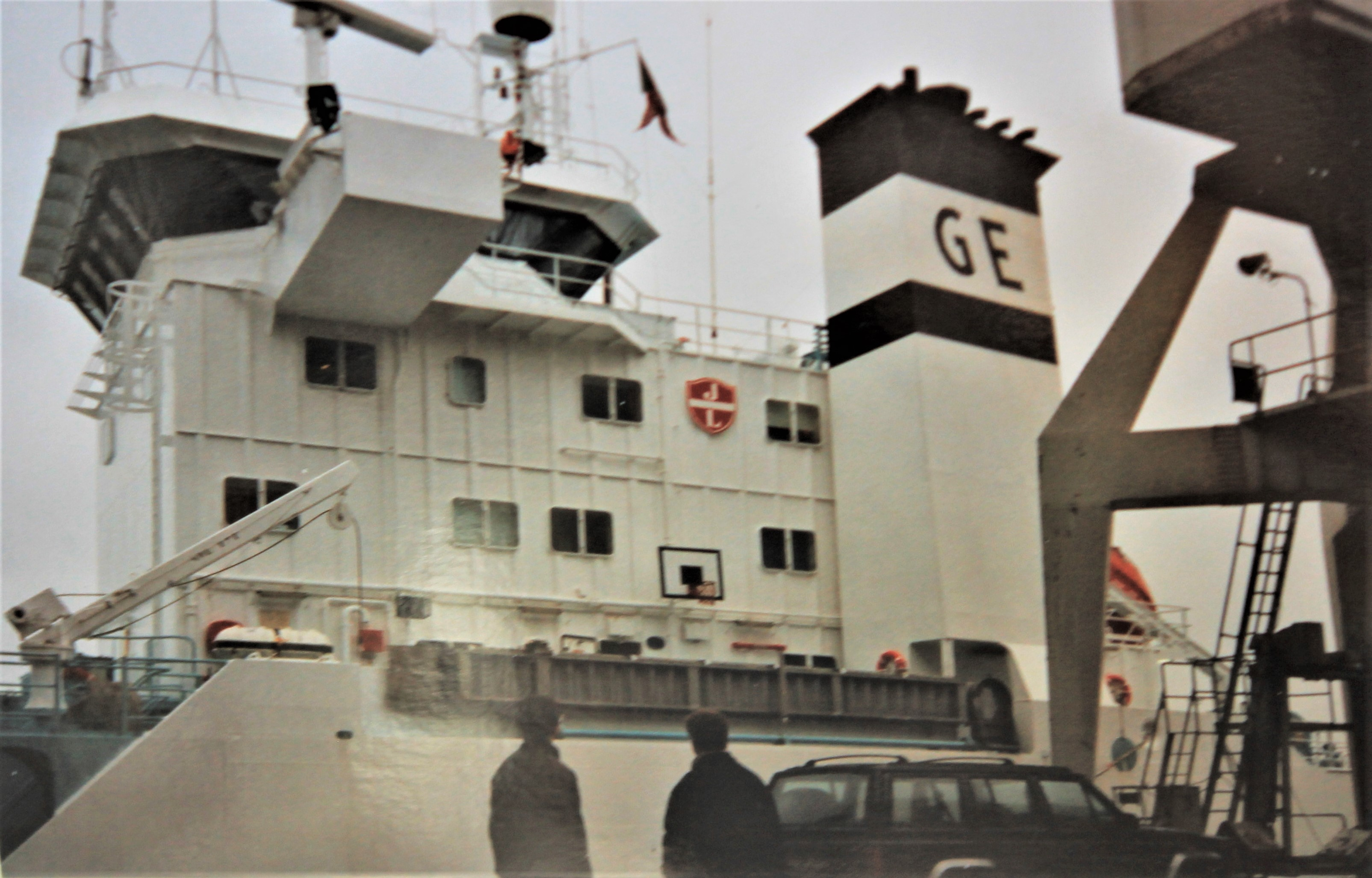
Blick auf das Deckshaus
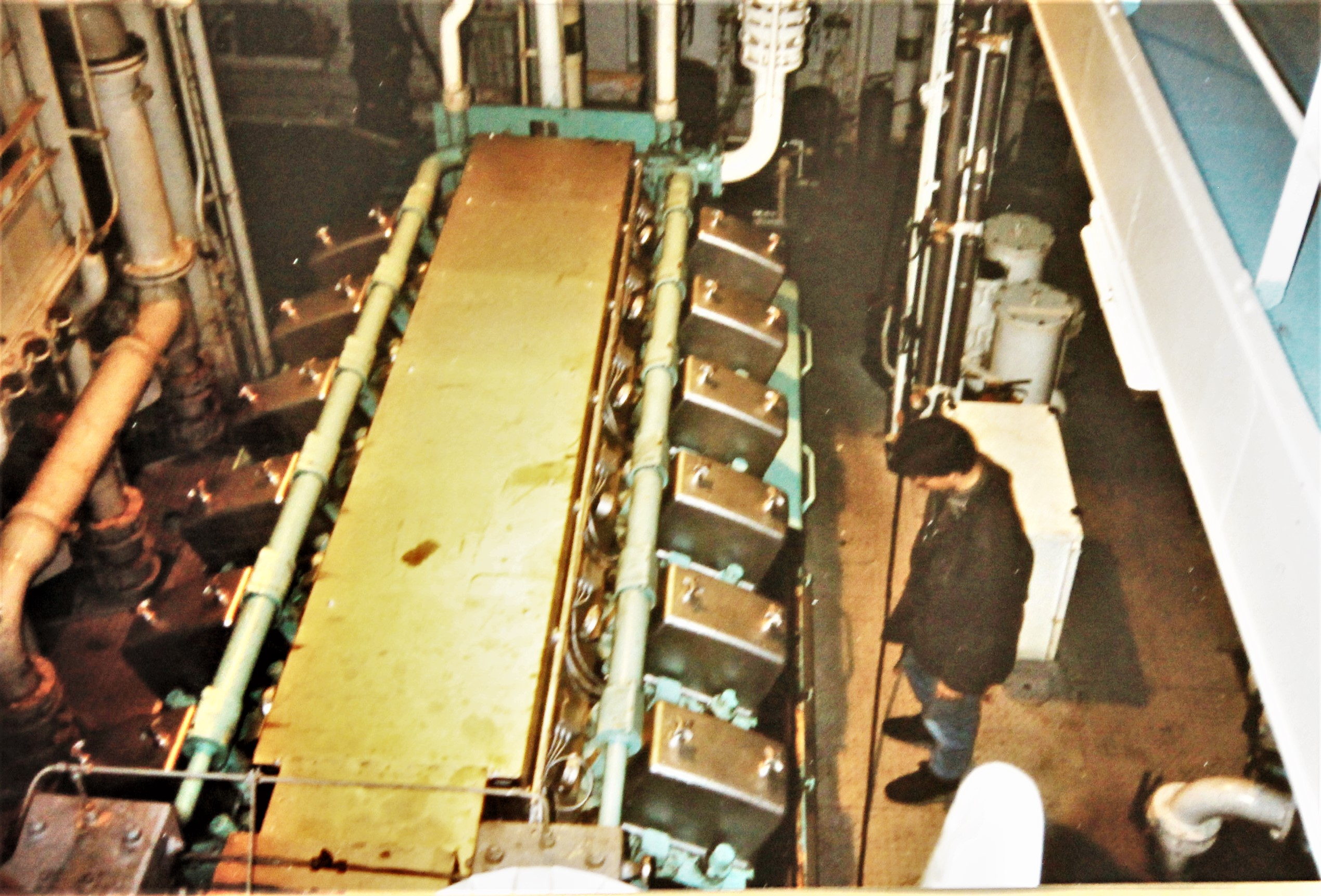
Maschinenraum mit Hauptmotor
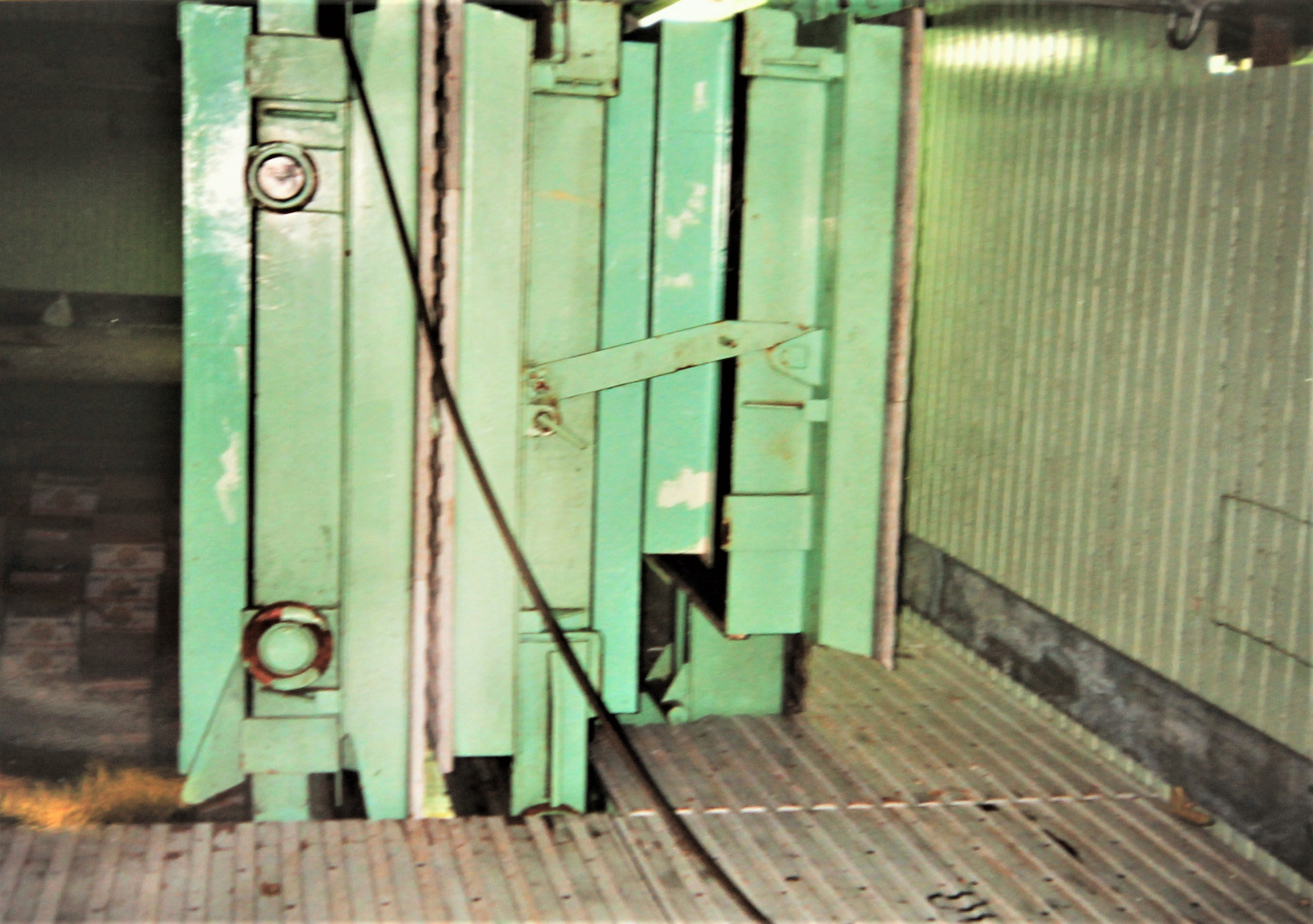
Die Lukendeckel im Zwischendeck sind geöffnet
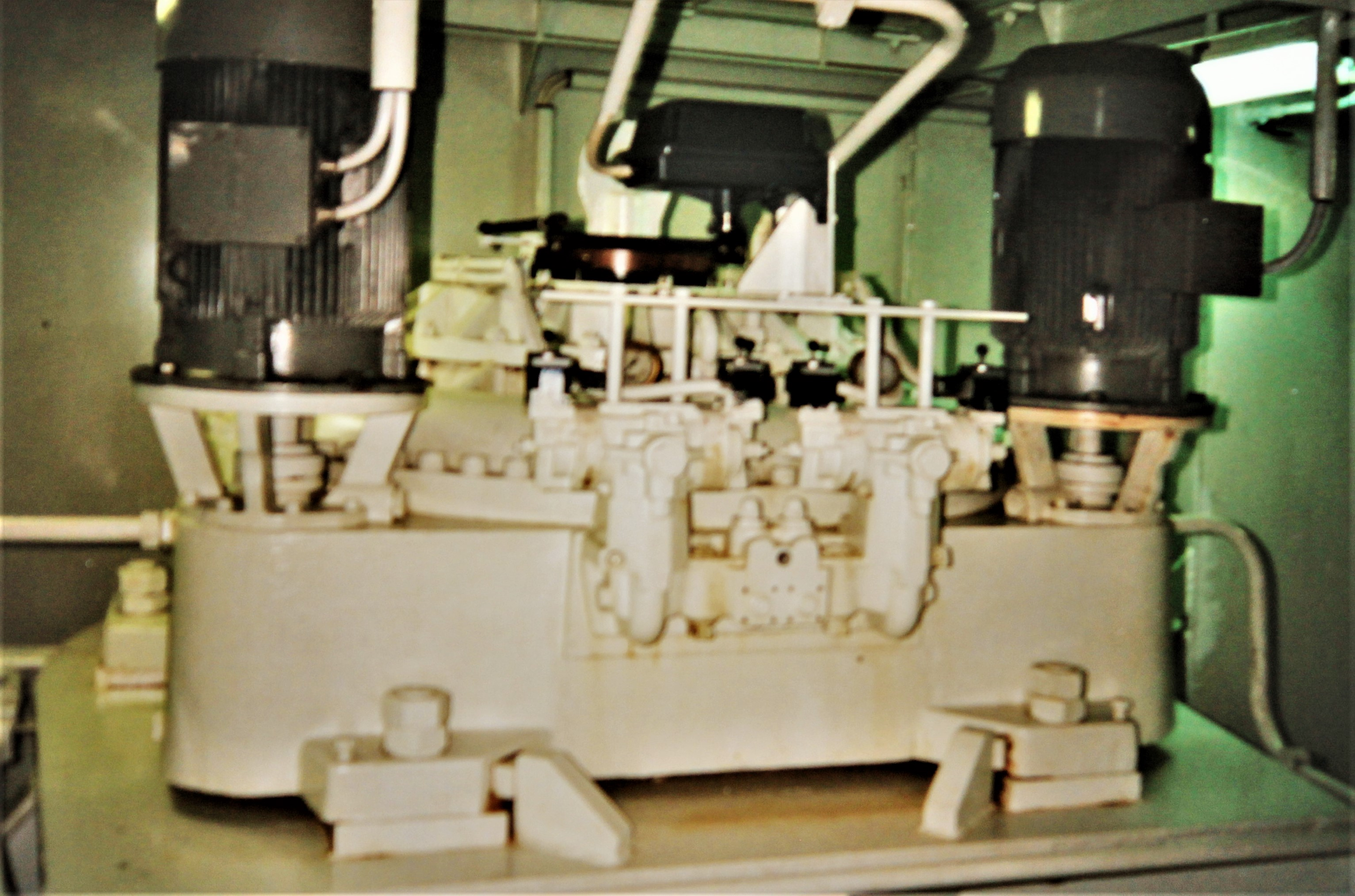
Drehflügel-Rudermaschine

## Schiffe
| Typ KK 250 R    | Typ KK 250 R | Typ KK 250 R | Typ KK 250 R | Typ KK 250 R |
| Bauname         | Bau- nummer  | IMO- Nummer  | Ablieferung  | Umbenennungen und Verbleib                                                                                      |
| --------------- | ------------ | ------------ | ------------ | --- |
| Erikson Crystal | 105          | 8804529      | 1989         | 2002: Green Selje, 2024 verschrottet                                                                            |
| Erikson Arctic  | 106          | 8804531      | 1989         | 1994: Belinda, 1996: Wisida Arctic, 2000: Green Karmøy, 2001: Arctic Ice, 2001: Green Karmøy, 2023 verschrottet |
| Erikson Cooler  | 107          | 8804543      | 1990         | 1996: Green Cooler, 2024 verschrottet                                                                           |
| Erikson Frost   | 108          | 8804555      | 1990         | 1996: Wisida Frost, 2000: Frost, 2001: Green Bodø, 2024 verschrottet                                            |
| Erikson Snow    | 109          | 8804567      | 1990         | 1996: Wisida Snow, 2000: Snow, 2001: Green Egersund                                                             |
| Erikson Winter  | 110          | 8804579      | 1990         | 1996: Wisida Winter, 2000: Wintertide, 2001: Green Måløy, 2024 verschrottet                                     |
| Erikson Reefer  | 111          | 8819275      | 1991         | 1992: Indian Reefer, 2014: Scombrus, 2020: Aurora                                                               |
| Erikson Polar   | 112          | 8819287      | 1991         | 1992: Iberian Reefer, 2013: Auxis, 2021: Alaid                                                                  |
| Erikson Nordic  | 113          | 8819299      | 1991         | 1996: Wisida Nordic, 2000: Nordice, 2001: Green Austevoll                                                       |
| Erikson Freezer | 114          | 8819304      | 1991         | 1996: Green Freezer, 2024 verschrottet                                                                          |
| Italian Reefer  | 115          | 8920983      | 1992         | 2013: Harengus, 2020: Auriga                                                                                    |
| Carmencita      | 116          | 8920995      | 1992         | 1998: Green Crystal                                                                                             |